# Okhansk
Okhansk (en rus: Оханск) és una ciutat de Rússia, es troba al territori de Perm. El 2023 tenia 6.290 habitants. Es troba a la riba dreta del riu Kama, a 59 km al sud-oest de Perm.

## Història
La primera menció del poble d'Okhànnoie es remunta a l'any 1547. També es deia Okhànskoie o Okhan. La vila rebé l'estatus de ciutat el 1781.
El 30 d'agost de 1887 (11 de setembre segons el calendari gregorià), una bola de foc aparegué al cel d'Okhansk, acompanyada de detonacions, i després una pluja de pedres caigué sobre la vila de Tabori, a 17 km al nord-oest d'Okhansk. S'hi trobaren 500 kg del meteorit, una condrita H4, la més grossa que s'ha trobat fins a l'actualitat.